# Dobrouščići
Dobrouščići (cyr. Доброушчићи) – wieś w Bośni i Hercegowinie, w Republice Serbskiej, w gminie Rogatica. W 2013 roku liczyła 14 mieszkańców.